# Cratacanthus
Cratacanthus dubius es una  especie de coleóptero adéfago de la familia Carabidae y el único miembro del género monotípico Cratacanthus. Habita en Canadá, Estados Unidos y norte de México.